# Ясна Поляна (Прокоп'євський округ)
Я́сна Поля́на (рос. Ясная Поляна) — селище у складі Прокоп'євського округу Кемеровської області, Росія.
В радянські часи існувало два населених пункти — Манеїха та Імурта.

## Населення
Населення — 957 осіб (2010; 1131 у 2002).
Національний склад (станом на 2002 рік):
- росіяни — 92 %